# Pierre Vastel
Pour les articles homonymes, voir Vastel.
 (septembre 2021).
Si vous disposez d'ouvrages ou d'articles de référence ou si vous connaissez des sites web de qualité traitant du thème abordé ici, merci de compléter l'article en donnant les références utiles à sa vérifiabilité et en les liant à la section « Notes et références ».
Pierre Vastel, dit « Paul », né le 27 février 1889 à Équeurdreville et fusillé le 1er octobre 1942 à Saint-Lô, est un résistant de la Manche.

## Biographie
Pierre Léon Paul Vastel naît à Équeurdreville en 1889, fils de Ferdinand Auguste Alexandre Vastel charpentier de marine, et Eugénie Clémence Justine Vasselin, son épouse.
Habitant d'Équeurdreville, Pierre Vastel est employé communal, gardien du cimetière.
En juin 1940, il entre en contact avec Henri Corbin, responsable local du Parti communiste. 
Vers juillet 1941, il met en place un comité du Front national pour l’indépendance de la France, large mouvement initié dans la Manche par André Defrance, et qui regroupe des partisans venus d’horizons politiques divers. Il participe à la constitution de petits groupes de patriotes affiliés à cette organisation clandestine. Une part de l’activité de résistance de Pierre Vastel est consacrée à l’impression et à la diffusion d’écrits patriotiques et antinazis. Il cache des armes et le matériel d’imprimerie dans un caveau du cimetière. Il assure aussi l’hébergement de militants illégaux, notamment Louis Canton, dit « Henri », Roger Bastion dit « Louis », Alfred Bizet dit « Albert ».
À la fin de 1941, Pierre Vastel intègre les FTP, formation de combat du Front national. Ses qualités de courage et de dévouement le désignent comme chef de section. En juin 1942, il participe à l’incendie de matériaux appartenant à l’armée d’occupation, entreposés à l’entreprise Grouard à Cherbourg, ainsi qu’à la destruction d’autres stocks allemands dans cette même ville.
Il est arrêté le 14 août 1942 et fusillé en octobre par les nazis à Saint-Lô.